# Farida Osman
Farida Hisham Ahmed Osman (in arabo فريدة هشام عثمان‎?; Indianapolis, 18 gennaio 1995) è una nuotatrice egiziana.
Ha rappresentato l'Egitto alle Olimpiadi di Londra 2012, classificandosi 40ª nei 50m stile libero, e ai giochi di Rio de Janeiro 2016, classificandosi 18ª nei 50m stile libero e 11ª nei 100m farfalla; in quest'ultima occasione ha stabilito anche il nuovo record africano della specialità.

## Palmarès
- Mondiali

Budapest 2017: bronzo nei 50m farfalla.
Gwangju 2019: bronzo nei 50m farfalla.
Doha 2024: bronzo nei 50m farfalla.
- Giochi del Mediterraneo

Mersin 2013: oro nei 50m farfalla.
Tarragona 2018: oro nei 50m sl e nei 50m farfalla, argento nei 100m farfalla.
- Giochi panafricani

Maputo 2011: oro nei 50m farfalla.
Brazzaville 2015: oro nei 50m sl, nei 100m sl, nei 50m farfalla, nei 100m farfalla e nella 4x100m misti mista, argento nella 4x100m sl, nella 4x100m misti e nella 4x100m sl mista.
Casablanca 2019: oro nei 50m farfalla e nei 100m farfalla, argento nei 50m sl, nei 100m sl, nella 4x100m sl, nella 4x100m misti, nella 4x100m sl mista e nella 4x100m misti mista.
Accra 2024: oro nei 50m sl, nei 50m farfalla e nei 100m farfalla, argento nei 100m sl, nella 4x100m sl mista e nella 4x100m misti mista.
- Campionati africani

Casablanca 2010: oro nei 50m farfalla, argento nei 50m sl e nella 4x100m sl, bronzo nei 100m farfalla, nei 50m dorso e nella 4x100m misti.
- Campionati africani giovanili

Mauritius 2009: oro nei 50m sl, nei 50m dorso e nei 50m farfalla, argento nei 100m farfalla, nella 4x100m sl, nella 4x200m sl e nella 4x100m misti, bronzo nei 100m sl e nei 100m dorso.

## International Swimming League
| Stagione 2019 | Stagione 2020 | Stagione 2021 |
| ------------- | ------------- | ------------- |
| LA Current    | -             | DC Trident    |

## Riconoscimenti
- African Swimmer of the Year: 2017